# Gustav Nyquist
Gustav Nyquist, född 1 september 1989 i Halmstad, är en svensk professionell ishockeyspelare som spelar för Winnipeg Jets i NHL.
Han har tidigare spelat på NHL-nivå för Detroit Red Wings, San Jose Sharks, Columbus Blue Jackets, Minnesota Wild och Nashville Predators samt på lägre nivåer för Grand Rapids Griffins i AHL, Maine Black Bears i NCAA och Malmö Redhawks i J20 SuperElit och J18 Allsvenskan.
Nyquists moderklubb är Limhamn Limeburners HC men han valde tidigt juniorspel med Malmö Redhawks ungdomslag. 

## Klubblagskarriär

### NHL

#### Detroit Red Wings
Han draftades av Detroit Red Wings som 121:a spelare totalt i NHL-draften 2008.
Säsongen 2008–09 flyttade han till Orono, Maine i USA för att studera vid University of Maine och spela med Maine Black Bears i den amerikanska collegeligan NCAA. Han genomförde tre säsonger med Black Bears och gjorde 144 poäng på 113 matcher innan han avlade examen 2011.
Nyquist skrev på sitt tvååriga entry level-kontrakt med Red Wings den 25 mars 2011, till ett värde av 1,75 miljoner dollar. Samma dag spelade han sin första match med Red Wings farmarlag Grand Rapids Griffins i AHL.
2011-12 var hans första hela säsong på professionell nivå då han spelade 55 matcher med Griffins och 22 matcher med Red Wings, varav fyra slutspelsmatcher. Nyquist blev även uttagen till AHL:s All-Rookie Team och deltog i AHL All-Starmatch under säsongen.
2012-13 inledde Nyquist i AHL där han stod för 60 poäng (23 mål och 37 assist) på 58 matcher i grundserien. När NHL-lockouten tog slut blev Nyquist uppkallad till Red Wings, där han spelade 36 matcher, varav 14 i Stanley Cup-slutspelet. Efter att Detroit åkt ur slutspelet avslutade Nyquist sin säsong i AHL där han hjälpte Griffins till Calder Cup-titeln. Han deltog återigen i AHL:s All-Starmatch och blev utsedd till AHL First All-Star Team efter säsongen. 
Den 20 augusti 2013 skrev Nyquist på ett tvåårskontrakt med Red Wings värt 1,9 miljoner dollar.
Nyquist inledde säsongen i AHL på grund av lönetaksproblem för Red Wings. Han gjorde 21 poäng på 15 matcher innan han blev uppkallad till Red Wings. Säsongen blev lyckad med 48 poäng på 57 matcher. 
Han skrev på ett fyraårskontrakt värt 19 miljoner dollar med Red Wings den 10 juli 2015.

#### San Jose Sharks
Den 25 februari 2019 tradades han till San Jose Sharks i utbyte mot ett draftval i andra rundan 2019 och ett villkorligt draftval i tredje rundan 2020, som blir till ett val i andra rundan om Sharks når Stanley Cup-final 2019 eller skriver nytt kontrakt med Nyquist efter hans nuvarande kontrakt löper ut.

#### Columbus Blue Jackets
Den 1 juli 2019 skrev han som free agent på ett fyraårskontrakt värt 22 miljoner dollar med Columbus Blue Jackets.

## Landslagskarriär
2014 spelade Nyquist för Tre Kronor i både OS och VM. I OS blev det silver och i VM blev det brons.

## Statistik

### Klubbkarriär
| 2006–07    | Malmö Redhawks        | J20 SuperElit | 42  | 21  | 23  | 44  | 57  | 4  | 2 | 2  | 4  | 6  |
| 2007–08    | Malmö Redhawks        | J20 SuperElit | 24  | 11  | 20  | 31  | 20  | 7  | 5 | 5  | 10 | 6  |
| 2008–09    | Maine Black Bears     | NCAA          | 38  | 13  | 19  | 32  | 28  | —  | — | —  | —  | —  |
| 2009–10    | Maine Black Bears     | NCAA          | 39  | 19  | 42  | 61  | 20  | —  | — | —  | —  | —  |
| 2010–11    | Maine Black Bears     | NCAA          | 36  | 18  | 33  | 51  | 20  | —  | — | —  | —  | —  |
|            | Grand Rapids Griffins | AHL           | 8   | 1   | 3   | 4   | 2   | —  | — | —  | —  | —  |
| 2011–12    | Grand Rapids Griffins | AHL           | 55  | 22  | 35  | 57  | 18  | —  | — | —  | —  | —  |
|            | Detroit Red Wings     | NHL           | 18  | 1   | 6   | 7   | 2   | 4  | 0 | 0  | 0  | 0  |
| 2012-13    | Grand Rapids Griffins | AHL           | 58  | 23  | 37  | 60  | 34  | 10 | 2 | 5  | 7  | 19 |
|            | Detroit Red Wings     | NHL           | 22  | 3   | 3   | 6   | 6   | 14 | 2 | 3  | 5  | 2  |
| 2013–14    | Grand Rapids Griffins | AHL           | 15  | 7   | 14  | 21  | 6   | —  | — | —  | —  | —  |
|            | Detroit Red Wings     | NHL           | 57  | 28  | 20  | 48  | 10  | 5  | 0 | 0  | 0  | 0  |
| 2014–15    | Detroit Red Wings     | NHL           | 82  | 27  | 27  | 54  | 26  | 6  | 1 | 1  | 2  | 2  |
| 2015–16    | Detroit Red Wings     | NHL           | 82  | 17  | 26  | 43  | 34  | 5  | 1 | 0  | 1  | 6  |
| 2016–17    | Detroit Red Wings     | NHL           | 76  | 12  | 36  | 48  | 18  | —  | — | —  | —  | —  |
| 2017–18    | Detroit Red Wings     | NHL           | 82  | 21  | 19  | 40  | 20  | —  | — | —  | —  | —  |
| 2018–19    | Detroit Red Wings     | NHL           | 62  | 16  | 33  | 49  | 8   | —  | — | —  | —  | —  |
|            | San Jose Sharks       | NHL           | 19  | 6   | 5   | 11  | 4   | 20 | 1 | 10 | 11 | 0  |
| NHL totalt | NHL totalt            | NHL totalt    | 500 | 131 | 175 | 306 | 128 | 55 | 5 | 14 | 19 | 10 |
| AHL totalt | AHL totalt            | AHL totalt    | 137 | 53  | 90  | 143 | 60  | 10 | 2 | 5  | 7  | 19 |